# Volvo World Match Play Championship
Le Volvo World Match Play Championship est un ancien tournoi de golf. Créé en 1964 et disputé sur différents parcours, le tournoi a la particularité d'être joué en match-play. La dernière édition a eu lieu en 2014.

## Palmarès
| année                                    | Vainqueur                                | Nationalité                              | Finaliste                                | Nationalité                              | Score                                    |
| Piccadilly World Match Play Championship | Piccadilly World Match Play Championship | Piccadilly World Match Play Championship | Piccadilly World Match Play Championship | Piccadilly World Match Play Championship | Piccadilly World Match Play Championship |
| ---------------------------------------- | ---------------------------------------- | ---------------------------------------- | ---------------------------------------- | ---------------------------------------- | ---------------------------------------- |
| 1964                                     | Arnold Palmer                            | États-Unis                               | Neil Coles                               | Angleterre                               | 2 & 1                                    |
| 1965                                     | Gary Player                              | Afrique du Sud                           | Peter Thomson                            | Australie                                | 3 & 2                                    |
| 1966                                     | Gary Player                              | Afrique du Sud                           | Jack Nicklaus                            | États-Unis                               | 6 & 4                                    |
| 1967                                     | Arnold Palmer                            | États-Unis                               | Peter Thomson                            | Australie                                | 1 up                                     |
| 1968                                     | Gary Player                              | Afrique du Sud                           | Bob Charles                              | Nouvelle-Zélande                         | 1 up                                     |
| 1969                                     | Bob Charles                              | Nouvelle-Zélande                         | Gene Littler                             | États-Unis                               | 37 holes                                 |
| 1970                                     | Jack Nicklaus                            | États-Unis                               | Lee Trevino                              | États-Unis                               | 2 & 1                                    |
| 1971                                     | Gary Player                              | Afrique du Sud                           | Jack Nicklaus                            | États-Unis                               | 5 & 4                                    |
| 1972                                     | Tom Weiskopf                             | États-Unis                               | Lee Trevino                              | États-Unis                               | 4 & 3                                    |
| 1973                                     | Gary Player                              | Afrique du Sud                           | Graham Marsh                             | Australie                                | 40 holes                                 |
| 1974                                     | Hale Irwin                               | États-Unis                               | Gary Player                              | Afrique du Sud                           | 3 & 1                                    |
| 1975                                     | Hale Irwin                               | États-Unis                               | Al Geiberger                             | États-Unis                               | 4 & 2                                    |
| 1976                                     | David Graham                             | Australie                                | Hale Irwin                               | États-Unis                               | 38 holes                                 |
| Colgate World Match Play Championship    |                                          |                                          |                                          |                                          |                                          |
| 1977                                     | Graham Marsh                             | Australie                                | Raymond Floyd                            | États-Unis                               | 5 & 3                                    |
| 1978                                     | Isao Aoki                                | Japon                                    | Simon Owen                               | Nouvelle-Zélande                         | 3 & 2                                    |
| Suntory World Match Play Championship    |                                          |                                          |                                          |                                          |                                          |
| 1979                                     | Bill Rogers                              | États-Unis                               | Isao Aoki                                | Japon                                    | 1 up                                     |
| 1980                                     | Greg Norman                              | Australie                                | Sandy Lyle                               | Écosse                                   | 1 up                                     |
| 1981                                     | Severiano Ballesteros                    | Espagne                                  | Ben Crenshaw                             | États-Unis                               | 1 up                                     |
| 1982                                     | Severiano Ballesteros                    | Espagne                                  | Sandy Lyle                               | Écosse                                   | 37 holes                                 |
| 1983                                     | Greg Norman                              | Australie                                | Nick Faldo                               | Angleterre                               | 3 & 2                                    |
| 1984                                     | Severiano Ballesteros                    | Espagne                                  | Bernhard Langer                          | Allemagne                                | 2 & 1                                    |
| 1985                                     | Severiano Ballesteros                    | Espagne                                  | Bernhard Langer                          | Allemagne                                | 6 & 5                                    |
| 1986                                     | Greg Norman                              | Australie                                | Sandy Lyle                               | Écosse                                   | 2 & 1                                    |
| 1987                                     | Ian Woosnam                              | Pays de Galles                           | Sandy Lyle                               | Écosse                                   | 1 up                                     |
| 1988                                     | Sandy Lyle                               | Écosse                                   | Nick Faldo                               | Angleterre                               | 2 & 1                                    |
| 1989                                     | Nick Faldo                               | Angleterre                               | Ian Woosnam                              | Pays de Galles                           | 1 up                                     |
| 1990                                     | Ian Woosnam                              | Pays de Galles                           | Mark McNulty                             | Zimbabwe                                 | 4 & 2                                    |
| Toyota World Match Play Championship     |                                          |                                          |                                          |                                          |                                          |
| 1991                                     | Severiano Ballesteros                    | Espagne                                  | Nick Price                               | Zimbabwe                                 | 3 & 2                                    |
| 1992                                     | Nick Faldo                               | Angleterre                               | Jeff Sluman                              | États-Unis                               | 8 & 7                                    |
| 1993                                     | Corey Pavin                              | États-Unis                               | Nick Faldo                               | Angleterre                               | 1 up                                     |
| 1994                                     | Ernie Els                                | Afrique du Sud                           | Colin Montgomerie                        | Écosse                                   | 4 & 2                                    |
| 1995                                     | Ernie Els                                | Afrique du Sud                           | Steve Elkington                          | Australie                                | 3 & 1                                    |
| 1996                                     | Ernie Els                                | Afrique du Sud                           | Vijay Singh                              | Fidji                                    | 3 & 2                                    |
| 1997                                     | Vijay Singh                              | Fidji                                    | Ernie Els                                | Afrique du Sud                           | 1 up                                     |
| Cisco World Match Play Championship      |                                          |                                          |                                          |                                          |                                          |
| 1998                                     | Mark O'Meara                             | États-Unis                               | Tiger Woods                              | États-Unis                               | 1 up                                     |
| 1999                                     | Colin Montgomerie                        | Écosse                                   | Mark O'Meara                             | États-Unis                               | 3 & 2                                    |
| 2000                                     | Lee Westwood                             | Angleterre                               | Colin Montgomerie                        | Écosse                                   | 38 holes                                 |
| 2001                                     | Ian Woosnam                              | Pays de Galles                           | Padraig Harrington                       | Irlande                                  | 2 & 1                                    |
| 2002                                     | Ernie Els                                | Afrique du Sud                           | Sergio García                            | Espagne                                  | 2 & 1                                    |
| HSBC World Match Play Championship       |                                          |                                          |                                          |                                          |                                          |
| 2003                                     | Ernie Els                                | Afrique du Sud                           | Thomas Bjørn                             | Danemark                                 | 4 & 3                                    |
| 2004                                     | Ernie Els                                | Afrique du Sud                           | Lee Westwood                             | Angleterre                               | 2 & 1                                    |
| 2005                                     | Michael Campbell                         | Nouvelle-Zélande                         | Paul McGinley                            | Irlande                                  | 2 & 1                                    |
| 2006                                     | Paul Casey                               | Angleterre                               | Shaun Micheel                            | États-Unis                               | 10 & 8                                   |
| 2007                                     | Ernie Els                                | Afrique du Sud                           | Ángel Cabrera                            | Argentine                                | 6 & 4                                    |
| 2008                                     | Pas de tournoi                           | Pas de tournoi                           | Pas de tournoi                           | Pas de tournoi                           | Pas de tournoi                           |
| Volvo World Match Play Championship      |                                          |                                          |                                          |                                          |                                          |
| 2009                                     | Ross Fisher                              | Angleterre                               | Anthony Kim                              | États-Unis                               | 4 & 3                                    |
| 2010                                     | Pas de tournoi                           | Pas de tournoi                           | Pas de tournoi                           | Pas de tournoi                           | Pas de tournoi                           |
| 2011                                     | Ian Poulter                              | Angleterre                               | Luke Donald                              | Angleterre                               | 2 & 1                                    |
| 2012                                     | Nicolas Colsaerts                        | Belgique                                 | Graeme McDowell                          | Irlande du Nord                          | 1 up                                     |
| 2013                                     | Graeme McDowell                          | Irlande du Nord                          | Thongchai Jaidee                         | Thaïlande                                | 2 & 1                                    |
| 2014                                     | Mikko Ilonen                             | Finlande                                 | Henrik Stenson                           | Modèle:SUE                               | 3 & 1                                    |